# Thelypteris tenerrima
Thelypteris tenerrima är en kärrbräkenväxtart som först beskrevs av Fée, och fick sitt nu gällande namn av C. Reed. Thelypteris tenerrima ingår i släktet Thelypteris och familjen Thelypteridaceae. Inga underarter finns listade.